# スペースゴジラ
スペースゴジラ (SpaceGodzilla) は、映画『ゴジラvsスペースゴジラ』に登場する架空の怪獣。
平成ゴジラシリーズ初の宇宙怪獣であり、メカ以外で初めてゴジラの名を持つ怪獣でもある。タイトルに名前が入る新怪獣としては『ゴジラvsビオランテ』のビオランテ以来であった。
略称は「スペゴジ」。別名は「戦闘生命」「宇宙凶悪戦闘獣」など。
このほか、特撮テレビ番組『ゴジラアイランド』（1997年）、パチンコ『CRゴジラ3』にも登場する。

## 特徴
ゴジラと酷似した外見を持つ。異なる点としては「両肩から背中にかけて2つ生えている水晶状の大きな結晶体」「頭部中央に生えた王冠状の黄色いトサカ」「唇のない剥き出しになった歯」「ビオランテを彷彿とさせる口元の両側に生えた牙」「背びれを模した六角柱の結晶群と尾の先端にある剣状の鋭い結晶体」「赤紫色に色分けされた喉から胸部・腹部にかけての配色」「無機質な結晶体に対して、内臓や筋肉が露出したような膨張した胸部や腹部」「太めの両脚」などが挙げられる。
玩具アンケートでは昭和怪獣を上回る評価を獲得しており、現在もなお商品化が多い点など、ゴジラのバリエーションを持つ強敵として幅広く人気のある怪獣。世代のファンからは「平成VSシリーズの敵怪獣でナンバー1」という声も高い。

## 『ゴジラvsスペースゴジラ』のスペースゴジラ
劇中での権藤千夏の推論によると、「宇宙へ飛散したビオランテの粒子か、宇宙へ飛び立ったモスラの脚に付着していたゴジラの肉片かは定かではないが、いずれかに含まれていたゴジラ細胞がブラックホールに飲み込まれて結晶生命体を取り込み、恒星の爆発で発生した超エネルギーを浴びて、ホワイトホールから放出される過程で、急速に異常進化して誕生した宇宙怪獣」とされる。非常に高い知能を持ち、ゴジラを倒すために地球へ来襲する。性格はきわめて凶暴であり、『ゴジラvsモスラ』で宇宙へ旅立っていったモスラの分身であるフェアリーモスラにより、三枝未希にその存在と脅威が伝えられる。コスモスによると、「ゴジラが倒されれば、地球は征服される」という。リトルゴジラは、スペースゴジラを仲間だと勘違いする。
地球上では急激にエネルギーを消耗するため、肩のエネルギージェネレーターが内部にある結晶剣（クリスタルジェネレーター、宇宙エネルギー吸収体）や無数に作り出した結晶体から宇宙エネルギーを恒常的に吸収し、余剰エネルギーを放出して活動するため、この部分が破損するとレディッシュパープルに結晶体が輝き、エネルギーが過密状態となってエネルギー供給に支障をきたして急速に弱体化し、エネルギーが尽きると絶命する。
全身から一種の電磁波を発しているらしく、電子機器に干渉して動作障害や通信障害を発生させることがあり、接近すると「テレビが映らない」「コインのスロットが常に大当たりになる」「ゲームセンターのクレーンゲームの景品が自動で出てくる」などの現象が発生する。
自らが生み出した無数の結晶体を用い、特定の範囲内に宇宙エネルギーを恒常的に供給するバトルエリア（エネルギーフィールド、バトルフィールド）を形成できる。エリアが崩壊するか、肩の結晶体を破壊されない限り、ほぼ無敵である。背部の可変結晶体を大きく展開して飛行形態になることにより、エネルギーフィールドを生成して重力を操り、ラムジェットの要領で大気圏内や宇宙空間を問わず飛行できる（低空であれば、結晶体を巨大化させなくても飛行できる）うえ、速度は宇宙空間では亜光速、大気圏内でもマッハ3となっている。さらに、飛行形態では大型化した結晶体からリング状の衝撃波を放射できる。背中の結晶体は感覚センサーの役割も果たし、頭の角・スペースホーンはレーダーの役目を担う。耐久力にも優れ、ゴジラが通常使う熱線は通用せず、余波だけでゴジラを昏倒させたMOGERAのオールウェポンとゴジラの熱線の同時攻撃を受け切り、肩の結晶体を破壊されても致命的なダメージは負わず、自身のエネルギーを吸収したゴジラのバーンスパイラル熱線のみが決定打となる。
生命の危機を迎えると、全身が鈍い赤色に発光して点滅する。

### 武器
コロナ・ビーム
口から吐く、不規則な曲線を描いて飛ぶオレンジ色の超高熱のビーム。ゴジラの放射熱線を上回る威力を持つ。ビームを重力制御で操作しており、光線の軌道を自在に捻じ曲げることによりさまざまな角度からの攻撃が可能であるが、肩の結晶体を破壊されて以降は曲げることが不可能となった。飛行形態でも使用可能。

グラビ・トルネード
肩の結晶体から緑色の超重力波を放射し、重力を制御して6万トンもあるゴジラの巨体を浮遊させることができる。

スペース・クロー
手足の爪の先から常時放っている攻撃エネルギーにより、触れたものを瞬時に粉砕する。

フォトン・リアクティブ・シールド
両肩から放射するエネルギーで瞬間的に電磁バリアーを張り巡らし、敵の攻撃を跳ね返す。ゴジラの放射熱線をものともしない強度を有する。

テール・スマッシャー
尾の先端の結晶体にエネルギーを集中し、筋肉を硬直させ敵の身体に突き刺して攻撃する。モゲラの腹部を貫いた。

ホーミング・ゴースト
周囲のエネルギー飽和状態になった結晶体を自在に操り、ミサイルのようにして敵を攻撃する。

フォトン・ハリケーン
飛行形態でのみ使用。全身からリング状の電磁波を発射する。計器を狂わせる効果があり、アステロイドベルトでの戦闘時、コロナビームや体当たりとの併用でMOGERAを戦闘不能に追いやった。

### 劇中での活躍
劇中での命名者は、G研究所の生物工学教授・権藤千夏。
アステロイドベルトでMOGERAと交戦して中破させた後、バース島に襲来する。ゴジラをダウンさせて一時戦闘不能に追い込み、リトルを結晶内に幽閉する。
札幌、山形、神戸などの街を破壊しながら進み、福岡に飛来。市内都心部を発生させた無数の結晶体で埋め尽くし、バトルフィールドを形成する。そこでMOGERAとゴジラを迎え撃ち、2対1の不利な戦闘にもかかわらず驚異的な戦闘力で苦戦させるが、エネルギーを集めていた福岡タワーをゴジラとMOGERAに破壊され、フィールドを無効化される。さらに、ゴジラに噛まれてエネルギーを吸い取られ、エネルギー供給に必要な両肩の結晶体をMOGERAに破壊される。反撃に転じてコロナビームでMOGERAの左腕を破損させたうえ、テールスマッシャーで胴体を貫いて機能を停止させると、さらに自身に大ダメージを与えたMOGERAに復讐すべく止めを刺そうとするが、ゴジラに妨害される。そして上記のタワー倒壊に伴うバトルフィールドの無効化、また自身の両肩にある結晶体が破損してエネルギーの供給が不可能となり、力が半減した状態に陥ってなおゴジラと戦うも、再起動したMOGERAの突進を受けて大ダメージを負い、ダウンする。
最後は立ち上がったところにゴジラの放射熱線の連射を受けて力尽きたうえ、スペースゴジラのエネルギーを逆吸収して放たれたバーンスパイラル熱線を三度受けて爆発し、完全に機能停止したMOGERAともども炎上する。結晶化した粒子は宇宙に帰っていった。

### 創作経緯
前作『ゴジラvsメカゴジラ』の後、主要スタッフは新路線の『ヤマトタケル』に参加していたため、ゴジラシリーズの次作は監督や脚本家を一新することとなり、登場怪獣も従来の人気怪獣路線ではなく新怪獣となった。しかし、ゴジラに匹敵する怪獣はゴジラしかいないとの判断から、ゴジラ細胞から誕生した宇宙ゴジラが発想された。宇宙の要素は、それまで平成ゴジラシリーズでは扱っていなかった題材であることから取り入れられた。また、製作の富山省吾によれば、以前から『ゴジラvsビオランテ』（1989年）のクライマックスで宇宙へ昇ったビオランテの細胞がどうなったのかという疑問の声が挙がっていたという。
特技監督の川北紘一は、作品のコンセプトを「ゴジラ対ゴジラ」であると述べている。監督の山下賢章は、初期案ではスペースゴジラのイメージがアバウトであったため、ゴジラとスペースゴジラの関係性を「母親と不良家出少年」または「不良家出少年と長男の兄弟喧嘩」と解釈している。
基本設定は、小林晋一郎による企画書『ゴジラVSネオゴジラ』を元にしており、同企画書ではクリスタル・ゴジラと名付けられていた。企画段階ではSUPERゴジラやNEWゴジラなどの仮称が用いられていた。富山は、ネーミングはすんなり決まったと述べている。
脚本を担当した柏原寛司による検討稿では、スペースゴジラとは別にトンボ型エイリアンが登場しており、スペースゴジラが飛来する前にバース島でリトルゴジラを襲いゴジラと戦うという役割を担っていた。しかし、予算の都合などからスペースゴジラがスペースシャトルを襲撃するシーンとともにカットされ、代わりにバース島での人間ドラマが膨らまされることとなった。柏原は、執筆当時にはスペースゴジラを自身のデビュー作である特撮テレビ番組『クレクレタコラ』（1973年）に登場するビラゴンのような細くて邪悪な怪獣とイメージし、シャープに動き回ってゴジラを翻弄すると想定していた。
福岡を舞台とすることは企画当初から決定していたが、山下はスペースゴジラが同地に出現する理由が必要であると考え、当時環境問題として話題になっていたオゾンホールを結びつけることを発想したが、決定稿には明記されなかった。また、脚本では結晶体から発する強磁界により警察車両や報道ヘリが進入を阻まれるという描写があり、山下も絵コンテでこのシーンに力を入れていたが、予算の都合などから撮影は行われなかった。

### デザイン
決定デザインは吉田穣。スーパーファミコンのゲーム『超ゴジラ』に登場する、ゴジラの進化型である超ゴジラがベースとなっている。特技監督の川北紘一は、色々いじるよりも「ゴジラより強いゴジラ」という設定であった超ゴジラを原型とするのが良いということになったと述べている。
結晶生物というコンセプトは、小林晋一郎の案によるものである。小林は、タバコモザイクウイルスから着想を得たという。そういったコンセプトが定まる前は、西川伸司、粕谷善之、スタジオOXらもデザイン案を描いており、ゴジラを四本足化したもの、背びれを翼のように巨大化させたもの、牙からの放電が口から吐く熱線に絡みつくというもの、歴代怪獣を模した姿に変態する不定形なものなどさまざまなデザインが描かれていた。川北は、結晶怪獣がゴジラに近い形に変化したり、戦いの中でスペースゴジラのゴジラ細胞が結晶体を凌駕した姿に変化したりするなど、もう一段階変化させることを要望していたが、スーツをもう1体作らなければならなくなるため断念された。吉田は、背中の結晶体を透明にして照明を仕込み、映画『アビス』のように内部で光が回転する想定をし、川北もこれに賛同していたが、技術的な問題などから実現には至らなかった。
腹部の筋肉質なディテールはデザイン画にはなく、造型段階でのアレンジである。飛行形態にはグライダー型のデザイン案も存在したが、不採用となった。
口の両脇にある牙や体表の赤い部分はビオランテをイメージしている。

### 造形
スーツの造型はモンスターズ、粘土原型は伊藤成昭が担当した。スケジュールの都合からデザインが決定する前に造形作業を開始しており、当初は緑色の配色であったが途中で青に変更された。電飾やギミック、FRP製のパーツなどはレプリカが担当した。
スーツは1体のみ制作された。このスーツはゴジラよりも大柄ながら、内部にFRPで成型されたコアによる空洞があるため、重量は60キログラム強程度で、90キログラム以上にもなるゴジラスーツほどではない。一方、ファーストカットで転倒するなど、バランス取りが難しいスーツでもあった。スーツを吊っての撮影も多かったが、造型を担当した若狭新一は、映画『ヤマトタケル』の制作と被って多忙であったため、軽量化よりも撮影中に破損しないような頑丈さを優先したと述べている。スーツの完成後も、目の位置・鼻筋・首の角度・腕の長さなど細部が修正されていった。伊藤は、大きく見せられるデザインであったが、ゴジラのスーツがリトルゴジラとの対比のために大きくなっており、MOGERAのスーツも大型であったことから、一歩秀でた巨大さが出なかったことが残念であったと述べている。若狭によれば、設定上はスペースゴジラの方がゴジラよりも身長が高いはずであるが、造形を担当した東宝映像美術とうまく連絡がとれておらず、ゴジラの方が大きくなってしまったという。スーツ固定用の懸架台は、結晶体を傷つけないようウレタンが巻かれていた。
尾の長さは3メートルにおよび、1本を分割せず一体成型で制作された。尾は撮影終盤に切り取られ、MOGERAを貫くシーンの撮影に用いられた。肩の結晶はFRP製で、スーツから取り外し可能であった。肩と角の結晶部には電飾が仕込まれている。爆破されるシーンでは、肩の結晶体をゲルコート製のものに差し替えている。背中の結晶は、発光するものはFRP製で、それ以外は軟質ウレタン（ケミカルソフト）を原型から型取りしている。背びれ部分もゴジラと同様に取り外し式となっている。腹部は当初緑色に塗装される予定であったため、黄色いラテックスで成型していた。ゴジラと同様の皮膚であることから火薬などが隠しやすく、大柄ゆえに電飾などのケーブルもごまかしやすかった。コロナビームの発射時には、口の中にフラッシュ球を仕込んでいる。眼球は、FRPで成形したものを、透明樹脂でコーティングしている。当初は黒目が小さかったが、川北の要望により撮影途中で黒目が大きいものに差し替えられ、映像中でも途中で黒目の大きさが変わっている。
スーツのほか、全長1メートルほどの飛行形態用造形物が存在し、こちらの造型はレプリカが担当した。本体部分は、既存のゴジラのミニチュアを改造している。一番小さい結晶体は、スーツの尾の先端にある結晶体の型を流用している。内蔵バッテリーにより、首、口、手が可動する。内部メカが複数仕込まれているため、従来の飛行怪獣よりも慎重な扱いを要した。また、鋭利な形状ゆえにスタッフが負傷することも多かったという。この他にも3種類の置きスペゴジが制作されている。
飛行形態のアップシーンは、スーツの背後に結晶体の予備やセット用の結晶柱を固定して撮影している。バース島に飛来した際の影は、ボール紙を切って表現している。
スペースゴジラが生み出す結晶体の造形物は、数百体すべてに電飾が仕込まれている。材質は、スーツと同じ発泡ポリウレタンとFRP。ゴジラの熱線で破壊されるもののみ、パラフィンで制作された。バース島での開閉するものは、ケーブルにより操作された。当初は、赤い電飾が仕込まれていたが、照明部の提案により青白いものに変更された。特技照明の斉藤薫は、川北からの発光の要望が細かかったほか、アングルが変わるごとに結晶体の位置も変わることなどから、作業に苦労した旨を語っている。
結晶体を飛ばす描写は、デジタル合成で処理することも可能であったが、ミニチュアで表現された。噴出する火花は、内部にドラゴン花火を仕込んでいる。川北は、当時はデジタルよりもアナログの方が臨機応変に対応できてトータルでの制作時間も早く、臨場感もアナログの方が高かったと述べている。このアイデアは、撮影の数日前に提案されたものであった。監督助手の近藤孔明は、川北は内々に各部署に相談はしていたが、演出部は突然言い出されるため毎回驚いていたことを語っている。
スーツは2003年に『CRゴジラ』の撮影に使用されたのち、2021年時点で展示用に改修されて東宝の倉庫に保管されているのが確認されている。また、粘土原型も東宝で保管されており、2021年開催の「大ゴジラ特撮王国」にてベビーゴジラの頭部メカの撮影用プロップとともに展示されている。スーツとは別に、伊藤が制作した頭部レプリカもモンスターズで保管されている。
アトラクション用にコスモプロダクションで制作されたスーツは、撮影用より一回り小さくなっている。

### 撮影・演出
スーツアクターは播谷亮。播谷がスーツアクターを務めるのはこれが初めてだった。造型段階ではスーツアクターが決まっていなかったため、膝がやや余っている。
クライマックスの舞台となる福岡がスペースゴジラの結晶体に覆われるという展開は、従来のご当地路線を継承しつつ宇宙的な映像表現を兼ねたものとなっている。福岡タワーが従来の破壊されるランドマークと異なり、物語上の存在理由が与えられているのも特徴である。一方で、翌年公開の『ガメラ 大怪獣空中決戦』と舞台が競合しており福岡ドームを撮影できなくなったため、スペースゴジラの進入方向が海側に変更された。街全体を結晶で覆うという描写は、地表が氷に覆われた氷河期をイメージしたものでもあり、地球滅亡の危機をビジュアルで表現している。結晶体の周囲には、ドライアイスでスモーク（炭酸ガス）を起こして雰囲気を演出している。福岡のシーンの一部は、オープンセットで撮影している。
重力をコントロールしてゴジラを宙に浮かせる設定は台本になく、特技監督の川北紘一が「宇宙怪獣らしい必殺技」として提案したものである。川北は、普通の攻撃では従来の怪獣と差別化ができず、新怪獣である意味がないと述べている。結晶体を飛ばす攻撃も当初の予定にはなく、西川は飛行能力やバリヤーなど「超能力版のメカゴジラ」の趣があったスペースゴジラに実弾攻撃がないことに川北が物足りなさを感じたからさせたくなったかもしれないと語っている。監督助手の岡秀樹によれば、川北は酒の席で「スペースゴジラがよくわからない」と漏らしていたといい、最終的に小林晋一郎の「重力制御できる結晶生物」という設定に立ち返ることを岡や中野陽介らが提案し、これらの能力が用いられることとなった。また、脚本段階ではスペースゴジラの性格設定が詰められておらず、撮影を進めるうちに輪郭がつかめてきたとも語っている。川北は同族だからこそゴジラに対する憎しみが強いと解釈し、スペースゴジラの強さを前面に押し出している。準備稿では、建物などをゴジラへ向けて飛ばすという描写であった。一方、結晶体を破壊された後には、前作では描かれなかった肉弾戦の迫力を強調している。
スペースゴジラが浮遊しながら攻撃する描写は、前作のスーパーメカゴジラと同様に天井に設けられたレールで操演している。この描写も現場で追加されたものである。川北は上昇するシーンで回転させながら手も動かしたいと想定し、そのためのギミックも用意されていたが、撮影の江口憲一はスペースゴジラをもう少し上昇させたいと要望したため、ギミックは外されて手も動かさないこととなり、回転は操演助手の白石雅彦がセットの床に寝そべって手動で回している。光線を吐きながら横移動するシーンは台車に乗せて撮影しているが、勢い余って転倒し、以後の撮影では下半身を固定している。肩の結晶体が破壊されるシーンでは、火薬が強すぎて火が消えなかったが、播谷は慌てることなく演技を続けていたという。
バース島での戦いは、脚本初稿では火山の噴火により、準備稿ではエネルギー不足により、スペースゴジラはゴジラにとどめをさせなかったという理由付けがなされていたが、尺の都合などからこの点については省略された。バース島の撮影時には、リトルをいじめ抜く様子からスタッフに「イジメッコ怪獣」と呼ばれていた。
神戸上空でのスペースゴジラ飛行形態とGフォースのF-15による空中戦が予定されていたが、撮影は行われなかった。スペースゴジラが倒された後には、その体細胞や結晶体が煙となって昇天するという描写も存在し、ドライアイスの煙と銀粉を上から振らせて逆回転で撮影していたが、カットされた。

## 『ゴジラアイランド』のスペースゴジラ
X星人の操る怪獣として登場する。本作品における最初の敵怪獣として、トレマ登場編で初登場。武器は口から吐くコロナ・ビーム。映画と同様に肩の結晶体が弱点。
Gガード基地を襲ってゴジラと戦うも、トレマのパンナトルテのレーザーとゴジラの熱線を同時に浴びて倒される。のちに「スペースゴジラの悪霊編」でドゴラの手によって悪霊として復活すると、ゴジラに取り憑いて脱水症状にして苦しめ、他の怪獣のオーラを吸わせて襲わせる。その後、キングシーサーがゴジラに御札を貼り付けた影響でゴジラと分離し、実体化して完全復活する。オーラを吸ってフルパワー状態になっており、ゴジラを苦しめるが、ゴジラジュニアとゴジラの親子によるダブル熱線で再び倒される。
第2シーズンの「スペースゴジラの悪霊再び編」でその悪霊が再び姿を現すが、これはランデスがゴジラアイランドの怪獣を自滅に追い込もうと霧をスクリーン代わりにして投影していた映像である。この時のスペースゴジラは頭に三角形の布を着けている。
- バンダイのソフビ人形東宝怪獣シリーズを使用して撮影されている[123]。初期話数では、『ゴジラvsスペースゴジラ』の映像も流用している[124]。

### スーパースペシャルスペースゴジラハイグレードタイプ2
作品内における2代目スペースゴジラ。第2シーズンの「スペースゴジラの悪霊再び編」に登場。角と両肩の結晶体が黄金に輝いており、その戦闘力は通常のスペースゴジラより高い。
上記のランデスの作戦が失敗したことを見越した暗黒大皇帝が、ひそかにゴジラアイランドに潜伏させていた。最初はランデスのトリックによって悪霊だと思われていたが、鬼ヶ森でナオが目撃したこともあり、ゴジラアイランドに姿を現す。始めは圧倒的な力でゴジラを叩きのめすが、ミサトがランデスの作戦を真似て作った超巨大ゴジラの映像にひるんだ隙を本物のゴジラに突かれて左肩の結晶体を砕かれ、宇宙へ逃げ去る。その後は登場しておらず、消息は明らかになっていない。
- 通常のスペースゴジラのソフビ人形の色を塗り替えたものを使用している。

## その他の作品に登場するスペースゴジラ
- 2003年導入の『CRゴジラ』での実写カットは、オリジナル（『vsスペースゴジラ』当時のもの）の着ぐるみを使用している[100]。
- ゲーム『ゴジラ 列島震撼』『ゴジラ・ジェネレーションズ・マキシマムインパクト』『ゴジラ怪獣大乱闘 地球最終決戦』『ゴジラ UNLEASHED』に登場する。なお、『ゴジラ UNLEASHED』に登場するゲームオリジナルの怪獣のオブシディアスとクリスタラックは、スペースゴジラの結晶体から生まれたという設定である。
- テレビ番組『ポンキッキーズ』にもゴジラとともにゲスト出演するが、主人公メンバーとゴジラの連携攻撃に圧倒され、逃走する。
- 2020年4月17日発売予定であったカードゲーム『マジック:ザ・ギャザリング』の「イコリア：巨獣の棲処」セットにおいても「死のコロナビーム、スペースゴジラ」という呼称でカードの収録が予定されていた。しかしながら、同年4月2日にウィザーズ・オブ・ザ・コースト社が新型コロナウイルス感染症 (COVID-19) 感染拡大の影響を考慮して同セットの再販版と『マジック:ザ・ギャザリング オンライン』から該当のカードを除外すると発表し、『マジック:ザ・ギャザリング アリーナ』では「虚空の侵略者、スペースゴジラ」とカード名も改訂する旨の発表を行った。なお、同セットが完成した時点では新型コロナウイルス感染症がまだ流行しておらず、初版の印刷変更はすでに不可能だったとしている[129]。『vsスペースゴジラ』でコロナビームの名称を考案した製作補の有正眞一郎は、2021年のインタビューで現代の作品でなくて良かったと述べている[130]。